# Lonchocarpus scandens
Espèce
Synonymes
- Derris scandens (Aubl.) Pittier
- Deguelia scandens Aubl. - Basionyme
- Derris pterocarpus (DC.) Killip[2]

Lonchocarpus scandens est une espèce de plantes à fleurs de la famille des Fabaceae. C'est un arbuste lianescent trouvé en Amérique du Sud (en incluant la Guyane française).
Selon Plants of the World Online, c'est un synonyme de Deguelia scandens.

## Histoire naturelle
En 1775, le botaniste Aublet rapporte ceci : 

« DEGUELIA. (Tabula 300.)
CAL. Perianthium monophyllum, bilabiatum, iabio ſuperiore ſub-rotundo, inferiore tripartito 5 laciniis anguſtis, acutis. 
COR. papilionacea : petala quinque, calicis fundo inſerta, alba; petalum ſuperius declinatum ; latéralia duo oblonga, anguſta ; inferiora duo concava, conniventia, oblonga, acuta. 
STAM. Filamenta decem, intràa petala inferiora; unum ſimplex; novem in vaginam membranaceam coalita, calicis fundo inferta. Anthers oblongae, biloculares. 
PIST. Germen ſubrotundum. Stylus longus, intra vaginam ſtaminum. Stigma acutum. 
PER. légumen globoſum, uniloculare. 
SEM. unicum, ſphaericum. "
DEGUELIA ſcandens. (Tabula 300.)
Frutex trunco tri aut quadri-pedali ; ramos plures, ſarmentoſos, volubiles, longiſſimos, ramoſos, ſuprà arbores expanſos emittente, ramis & ramulis volubilibus, deorsum dépendentibus. Folia alterna, impari-pinnata, foliolis quinis, quatuor per paria oppofitis, ovato-oblongis, acuminatis, glabris, integerrimis, petiolatis, coſtae adnexis baſi craſſiori. Stipule binae, oppoſitae, deciduae. Flores fpicati, axillares, ſpicis modo ſolitariis, modo binis vel plurimis ; ſinguli flores ex axilla bracteae minimae. Légumen ferrugineum.
Florebat ad ripam fluvii Sinémarienſis, & amnis Galibienſis.
"Nomen Carribaeum ASSA-HA PAGARA UNDEGUÉLÉ. » »

« LE DEGUELE de la Guiane. (PLANCHE 300.)
"Cet arbrisseau a un tronc haut de trois ou quatre pieds, ſur quatre pouces de diamètre. Son écorce eſt griſâtre, ridée. Son bois eſt blanc & dur. Il pouſſe à ſon ſommet, & à meſure qu'il ſe prolonge, des branches ſarmenteuſes qui ſe répandent & ſe roulent ſur le tronc des arbres voiſins, & ſur leurs ſommets, d'où elles laiſſent pendre un nombre conſidérable de rameaux garnis de feuilles alternes, ailées, à deux rangs de folioles oppoſées,terminées par une impaire. Ces folioles ſont vertes, entières, liſſes, fermés, ovales, terminées en pointe. La côte, ſur laquelle elles ſont rangées, eſt longue de trois pouces. Elle eſt renflée à ſa naiſſance, & forme comme un talon dur & ligneux, accompagne de deux stipules qui tombent de bonne heure. 
Les fleurs naiſſent en grand nombre, ſur de longs épis qui partent de l'aiſſelle des feuilles, & de l'extrémité des rameaux. Ces épis alors ſont diſpoſés en grande panicule. Les branches, qui portent des épis, ſe roulent ſur les branches des arbres, & ſervent alors comme de vrille. Le pédoncule des fleurs eſt très court ; il eſt garni à ſa baſe d'une petite écaille. 
Le calice eſt d'une ſeule pièce, partage a ſon limbe en deux lèvres dont la ſupérieure eſt large & obtuse ; l'inférieure eſt plus longue, & diviſée en trois petites lanières aiguës. 
La corolle eſt à cinq pétales blancs, un ſupérieur large, incliné ſur les quatre autres qu'il embraſſe ; deux latéraux longs & étroits ; deux inférieurs en forme de nacelle, plus courts. Ils ſont attachés par un onglet ſur la paroi interne & inférieure du calice. 
Les étamines ſont dix, très petites. Neuf filets ſont réunis en un faiſceau, un ſeul eſt ſéparé. Ces filets ſont courts & velus. L'anthère eſt jaune, oblongue & à deux bourſes. La gaîne & le filet ſéparé, ſont places au deſſous de l'inſertion des pétales. 
Le piſtil eſt un ovaire arrondi, ſurmonté d'un style, terminé par un stigmate obtus. 
L'ovaire devient une gousse rouſſâtre, épaiſſe, ſphérique. Elle s'ouvre en deux valves, & renferme une graine demi-ſphérique, qui eſt enveloppée d'une ſubſtance farineuſe. 
On a repréſenté les fleurs, le fruit & une foliole de grandeur naturelle. 
Cet arbriſſeau eſt nommé ASSA-HA PAGARA UNDEGÉLÉ par les Galibis. 
Je l'ai trouvé en fleur dans le mois de Novembre, ſur les bords de la rivière de Sinémari. 
Je l'ai obſervé en fleur & en fruit dans le mois d'Avril, ſur les bords de la crique des Galibis. » »